# Cadney cum Howsham
Cadney cum Howsham – były civil parish w Anglii, w hrabstwie ceremonialnym Lincolnshire, w dystrykcie (unitary authority) North Lincolnshire. Leży 33 km na północ od Lincoln i 225 km na północ od Londynu.